# Учкекен
Учкеке́н (карач.-балк. Ючкёкен, дословный перевод — «три куста») — село в Карачаево-Черкесской Республике. Административный центр Малокарачаевского района. Образует муниципальное образование Учкекенское сельское поселение, в состав которого также входит нежилой посёлок Водовод.

## География

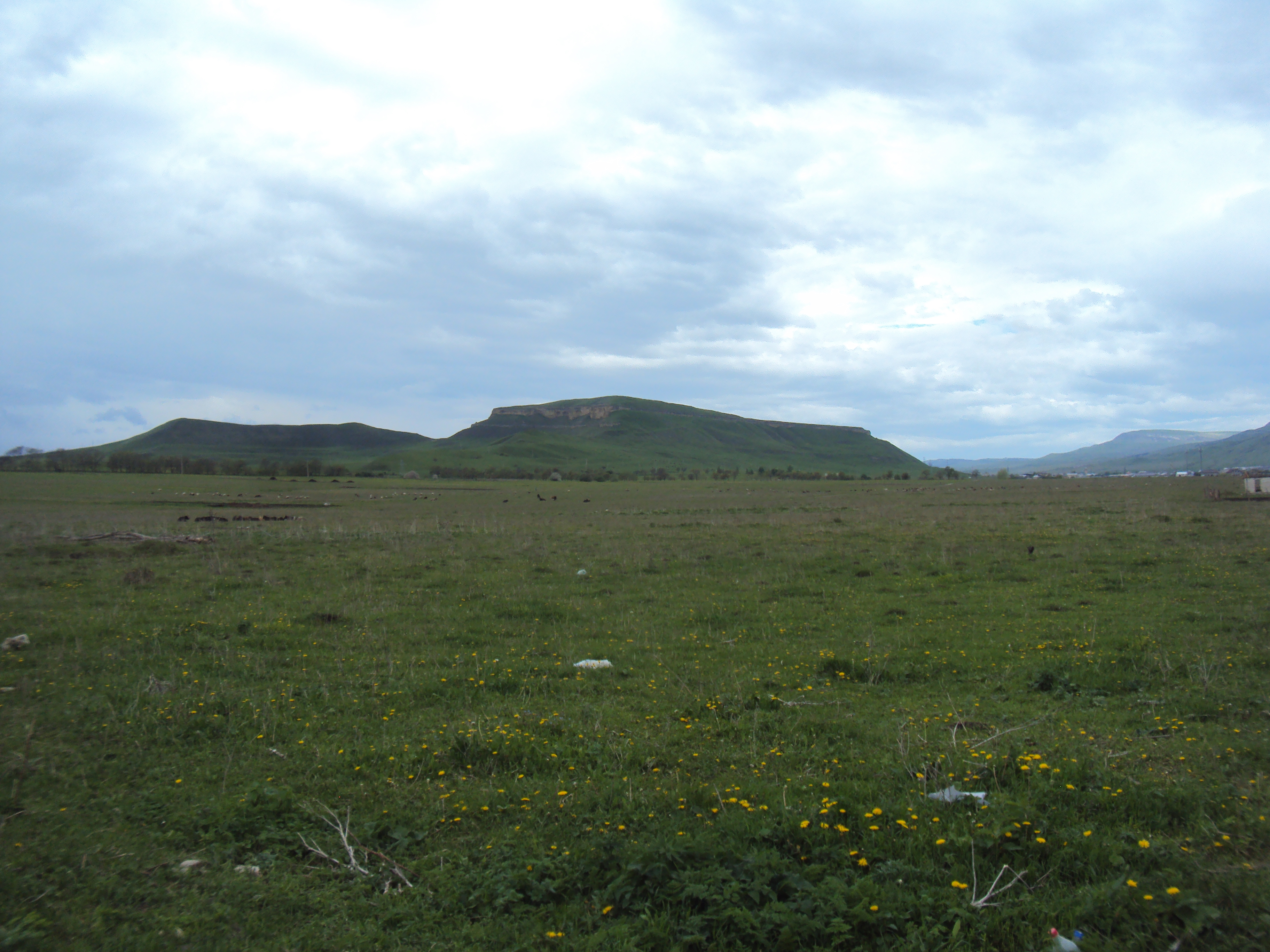
Рим-Гора с северо-востока

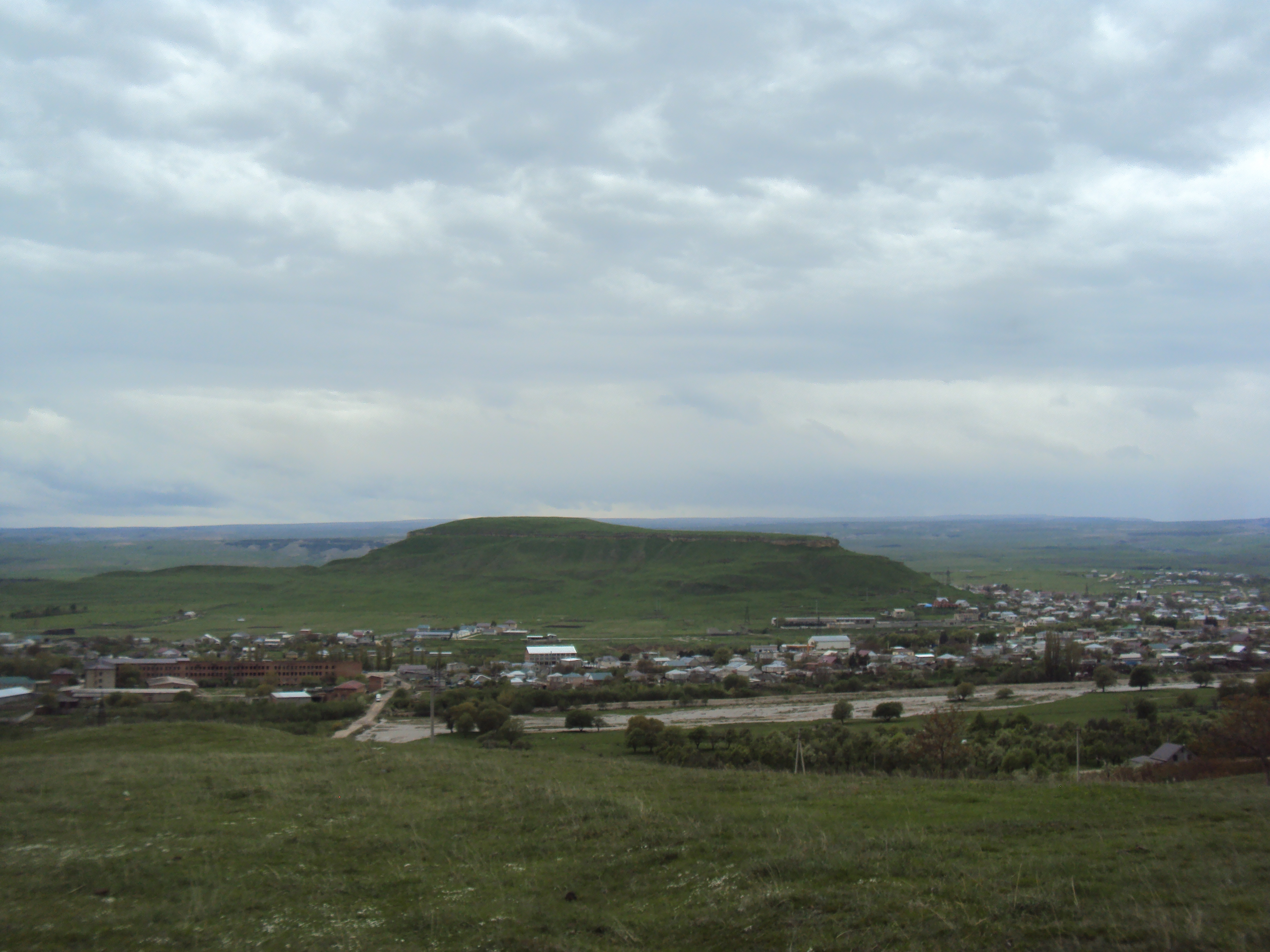
Рим-Гора. Внизу — река Подкумок и село Джага

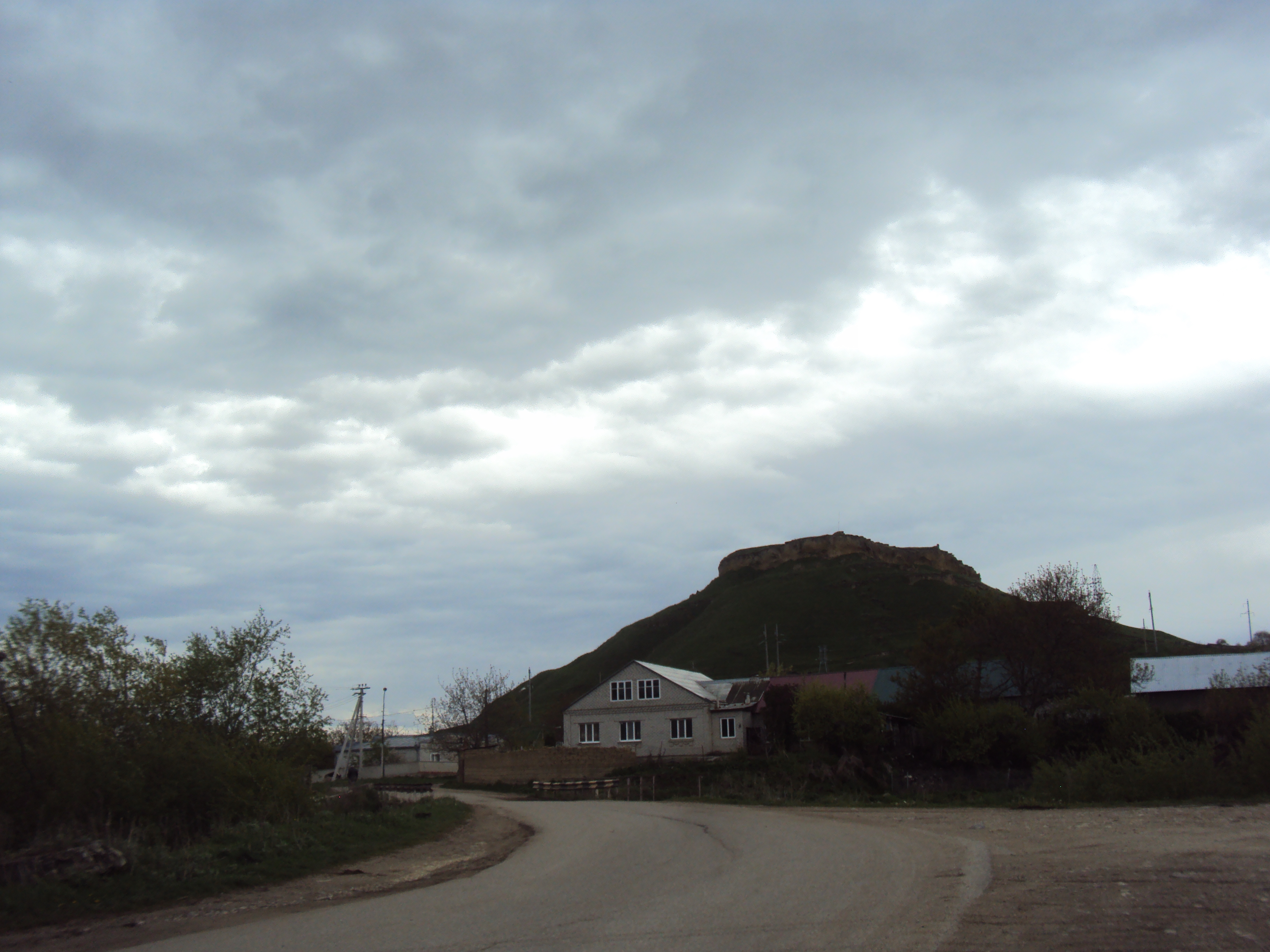
У подножия Рим-Горы. Село Учкекен

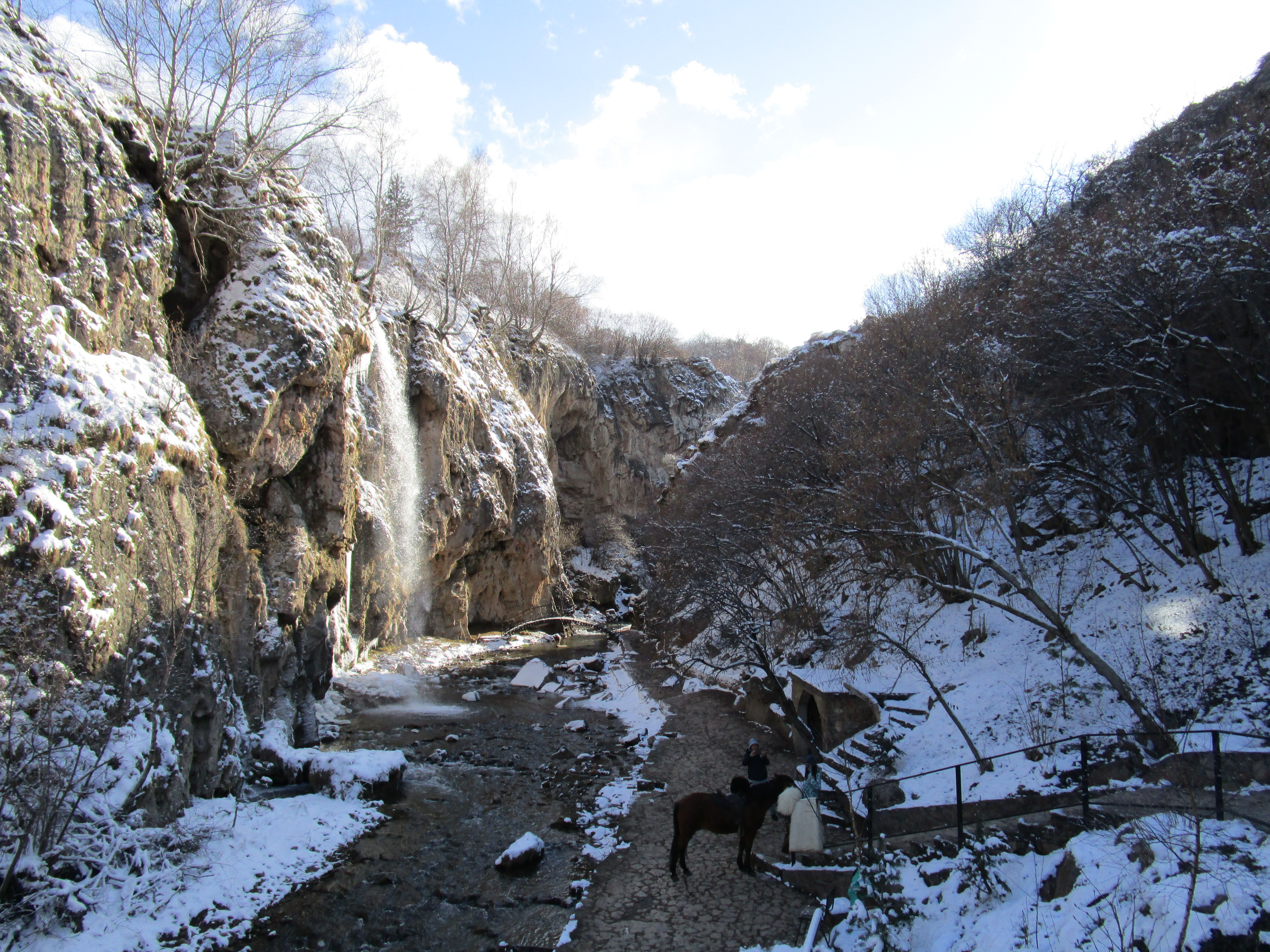
На Медовых водопадах

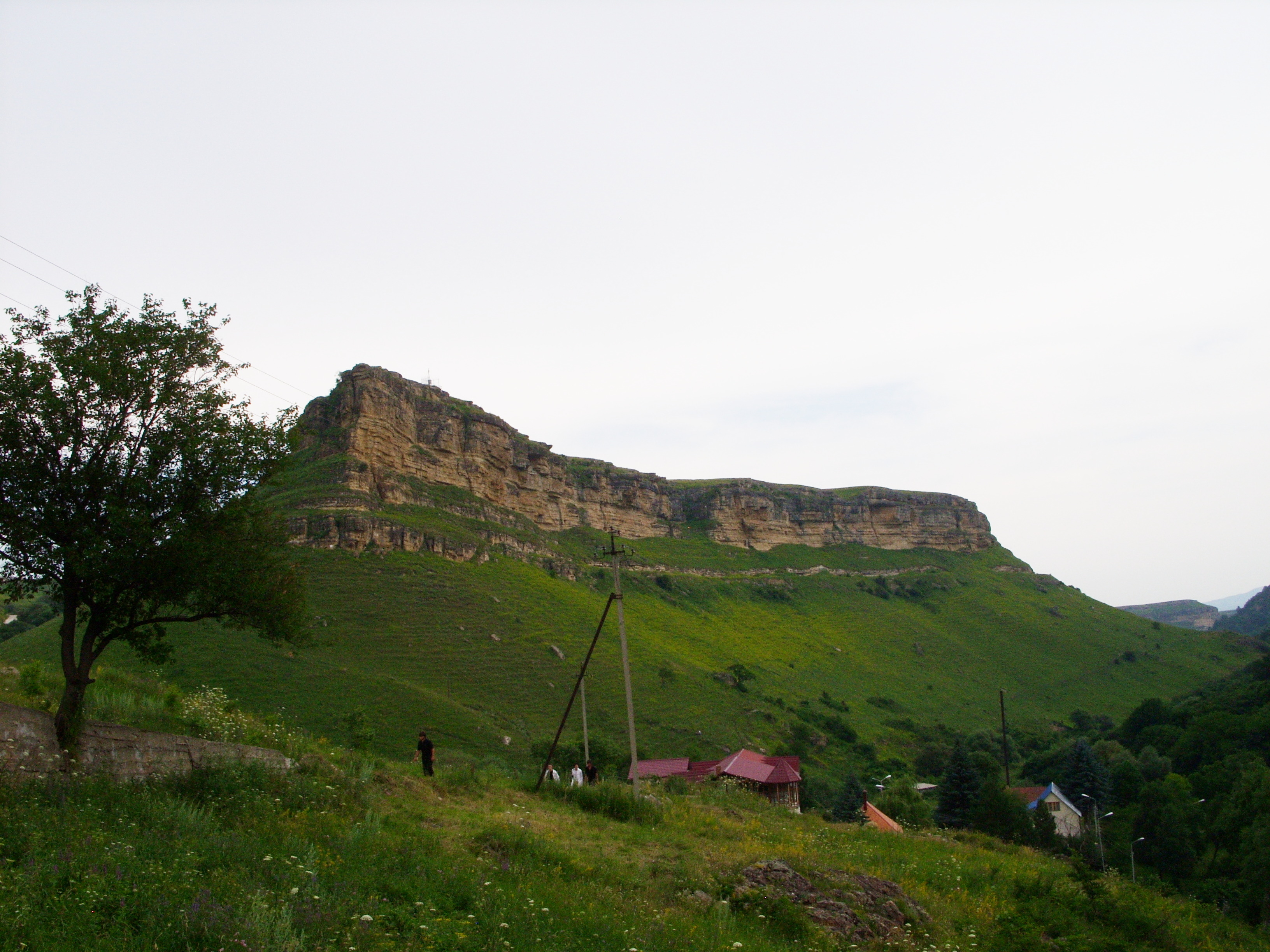
На Медовых водопадах

Село Учкекен расположено на правом берегу реки Подкумок и на обоих берегах реки Эшкакон, недалеко от впадения второй в первую, преимущественно на левом берегу Эшкакона, таким образом — в междуречье Эшкакона и Подкумка. Село находится в 45-46 км юго-восточнее города Черкесска и в 14 км западнее Кисловодска (по прямой).
| С-З | Усть-Джегута ≈ 58 км Черкесск ≈ 75 км | Суворовская ≈ 68 км | Ессентуки ≈ 36 км Лермонтов ≈ 53-54 км Пятигорск ≈ 59 км Железноводск ≈ 59 км Иноземцево ≈ 67 км Минеральные Воды ≈ 72-78 км Георгиевск ≈ 100 км | С-В |
| З   | Зеленчукская ≈ 110 км                 | Роза ветров         | Кисловодск ≈ 23 км Залукокоаже ≈ 80 км | В   |
| Ю-З | Карачаевск ≈ 69 км                    |                     | Баксан ≈ 120 км | Ю-В |

Долины Эшкакона и Подкумка здесь плотно застроены. На левом берегу Подкумка напротив Учкекена, в северном направлении от села — село Римгорское (населённые пункты разделяет лишь река); западнее Учкекена, на обоих берегах Подкумка, расположено село Первомайское (населённые пункты не имеют выраженной границы, фактически слились в одно поселение); далее к западу, за Первомайским, также по обоим берегам реки — село Терезе (также не имеет чётко выраженной границы с Первомайским, фактически слилось с ним); восточнее Учкекена, на южных берегах Эшкакона и Подкумка, к югу от устья Эшкакона — село Джага (границей служит река Эшкакон в районе её устья).
Входящий в состав Учкекенского сельского поселения посёлок Водовод, не имеющий постоянного населения, расположен юго-западнее села на реке Эшкакон, у водохранилища.
Долины рек плотно обступают невысокие горы. В междуречье Эшкакона и Подкумка, к западу от Учкекена (и, следовательно, к югу от села Первомайского), уже отмечены вершины 1116,5 м и 1076,5 м. Берега Эшкакона выше села становятся довольно обрывистыми. На правом берегу данной реки, к востоку от Учкекена (к юго-западу от села Джага), возвышается Рим-Гора — крупная отдельная вершина высотой 1094,3 м, вытянутая с северо-запада на юго-восток и имеющая на юго-востоке более низкую вершину-спутник высотой 1069 м. У главной вершины и на юго-восточных склонах Рим-Горы есть несколько гротов.
С гор в Эшкакон стекает несколько небольших притоков, впадающих в реку в черте села. Самый значительный из них — правый приток Теплушка, устье которого находится на южной окраине Учкекена. Юго-восточнее села рельеф повышается, и за районом истоков Теплушки, районом истоков Перепрыжки, небольшого правого притока Подкумка (эта местность именуется «урочищем Воровские Балки») уже находится долина Аликоновки с Медовыми водопадами. К северу от долины Подкумка возвышается Боргустанский хребет.
Климат окрестностей Учкекена — умеренно холодный со значительным количеством осадков (Dfb по классификации Кёппена). Средняя температура воздуха зимой колеблется в пределах от −1,2°С до −3,5°С, летом — от +15,9°С до +18,6°С. Самый холодный месяц — январь, самый жаркий — июль. Среднегодовая температура, таким образом, составляет +7,6°С. Среднее количество осадков за год — 697 мм. Самый сухой месяц — февраль (21 мм осадков), самый обильный в плане осадков — июнь (117 мм).

## История
Село основано в 1922 году переселенцами с гор (в частности, из аула Карт-Джурт и других поселений). В 1924 году была открыта начальная школа (по другим данным — в 1926 году, ныне это школа № 11) и построен клуб, в 1925 году в селе появился телефон, в 1928 году организован врачебный пункт с роддомом. По данным переписи 1926 года, в ауле Учкекен, административном центре Учкекенского сельсовета Мало-Карачаевского района Карачаевской автономной области, проживало 3109 человек (из них 3085 — карачаевцы, 99,2 %) в 574 хозяйствах. До 1943 года административным центром Малокарачаевского района был город Кисловодск.
В 1925 году в районе было создано кооперативное товарищество «Карачай», в 1926 году разделившееся на потребительское общество «Карачай» и сельскохозяйственное кредитно-смешанное товарищество «Кызыл малчы» («Красный скотовод»). Последнее в том же году сумело запустить 2 маслосырзавода — «Малчы» («Скотовод») и «Къошчу» («Кошевик», от «кош»). За 1926 год заводы произвели 630 центнеров молочных продуктов.
В 1930-х годах в Учкекене был организован колхоз «Берекет» (позже — колхоз имени Кирова). В 1932 году в селе организована машинно-сенокосная станция для технического обслуживания колхоза. К концу 1938 года в районе было уже 4 колхоза (кроме колхоза Кирова, также возникли колхозы имени Берия, имени Чкалова и имени XVIII партсъезда).
В годы Великой Отечественной войны на фронт ушло, по некоторым данным, более 600 жителей Учкекена. Труженики села собирали средства на постройку именной авиаэскадрильи «Колхозник Карачая». По состоянию на март 1943 года сёлами Мало-Карачаевского района было собрано 500 тысяч рублей, из них в Учкекене — более 167 тысяч рублей, в том числе 10 тысяч личных средств председателя колхоза. В 1943 году население села было депортировано.
После возвращения карачаевцев из депортации в 1957 году постепенно начинается промышленное развитие села: во второй половине 1960-х годов построено предприятие электронной промышленности (число занятых, по отдельным сведениям, до 3 тыс. человек), промкомбинат (более 500 рабочих), в населённом пункте действовали строительно-монтажное управление, передвижная механизированная колонна, дорожно-ремонтное строительное управление, ремонтно-строительный участок. В Учкекене в середине 1970-х годов был построен Дом связи, в селе появились районная больница и поликлиника, фельдшерский пункт. Совхоз «Учкекенский», будучи одним из передовых хозяйств района и всей Карачаево-Черкесской АО, награждался переходящими Красными знамёнами ЦК КПСС, Совета министров СССР, ВЦСПС и ЦК ВЛКСМ.

## Население
| 1959    | 1970    | 1979    | 1989    | 2002    | 2010    | 2012    |
| ------- | ------- | ------- | ------- | ------- | ------- | ------- |
| 4997    | ↗9110   | ↗11 268 | ↗13 872 | ↗15 052 | ↗16 512 | ↗16 546 |
| 2013    | 2014    | 2015    | 2016    | 2017    | 2018    | 2019    |
| ↗16 577 | ↗16 616 | ↘16 598 | ↗16 768 | ↗16 841 | ↗17 068 | ↘17 059 |
| 2020    | 2021    | 2023    | 2024    | 2025    |         |         |
| ↗17 060 | ↘15 849 | ↘15 702 | ↘15 699 | ↗15 783 |         |         |

Национальный состав
Национальный состав по переписи 2002 года:
- карачаевцы — 13 792 чел. (91,6 %),
- русские — 594 чел. (3,9 %),
- абазины — 137 чел. (0,9 %),
- украинцы — 42 чел. (0,3 %),
- ногайцы — 27 чел. (0,2 %),
- другие национальности — 460 чел. (3,1 %).

Национальный состав по переписи 2010 года:
- карачаевцы — 15 484 чел. (93,8 %),
- русские — 483 чел. (2,9 %),
- абазины — 119 чел. (0,7 %),
- лакцы — 50 чел. (0,3 %),
- кабардинцы — 32 чел. (0,2 %),
- балкарцы — 30 чел. (0,2 %),
- чеченцы — 30 чел. (0,2 %),
- не указали — 109 чел. (0,7 %),
- другие национальности — 177 чел. (1,1 %).

Учкекен — второй по численности населённый пункт сельского типа в республике после станицы Зеленчукской, входит в число наиболее крупных сельских населённых пунктов в России. Крупнейший сельский населённый пункт компактного проживания карачаевцев.

## Образование
Дошкольное образование
- Детский сад «Илячин»
- Детский сад «Чолпан»[34]

Среднее образование
- Средняя общеобразовательная школа № 1 имени А. М. Ижаева
- Средняя общеобразовательная школа № 2
- Средняя общеобразовательная школа № 7 имени Б. Д. Узденова (ранее — восьмилетняя школа-интернат)
- Основная общеобразовательная школа № 11 имени Н. Ш. Семёнова (ранее — начальная школа, детский дом, средняя, вновь начальная, неполная средняя)[11][35]

Высшее образование
- Карачаево-Черкесский филиал Пятигорского государственного лингвистического университета
- филиал Южного федерального университета[36]

Религиозное образование
- Республиканский медресе-интернат (единственное подобного рода учебное заведение в КЧР)[37]

## Достопримечательности

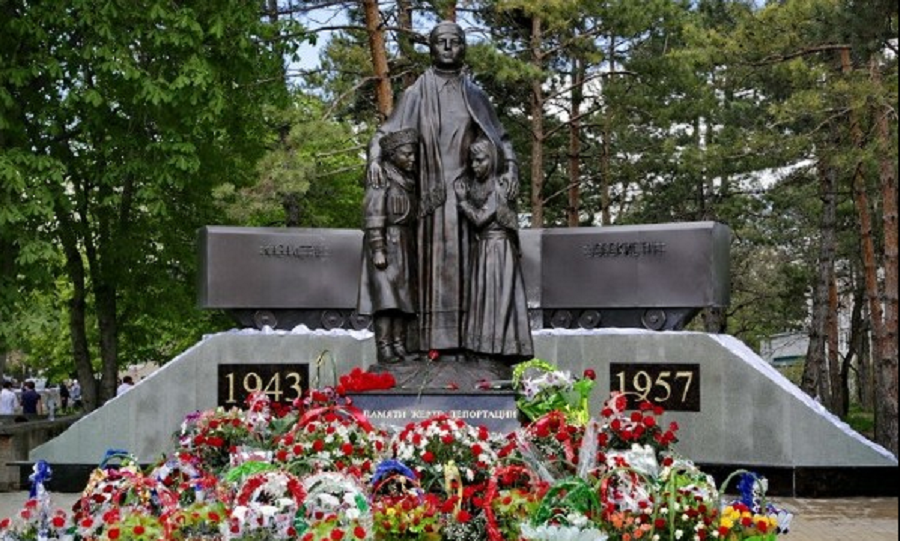
Памятник жертвам депортации карачаевского народа, открытый 3 мая 2014 г.

Вблизи села Учкекен на территории Малокарачаевского района находится ряд природных и историко-культурных памятников, привлекающих туристов:
- Медовые водопады;
- Рим-Гора. На вершине находится целый комплекс охраняемых государством памятников археологии конца I — начала II тысячелетия до нашей эры: укрепление, поселение, некрополь. Статус охраняемых объектов государственного значения они имеют с 1974 года[38].

В селе Учкекен имеется 2 памятника:
- Мемориал погибшим в годы Великой Отечественной войны[39];
- Памятник жертвам депортации карачаевского народа[40].

Планируется открытие памятника карачаевской сотне «Дикой дивизии».